# Liste der Monuments historiques in Soulaire-et-Bourg
Die Liste der Monuments historiques in Soulaire-et-Bourg führt die Monuments historiques in der französischen Gemeinde Soulaire-et-Bourg auf.

## Liste der Bauwerke
| Bezeichnung                | Beschreibung                           | Standort           | Kennzeichnung | Schutzstatus | Datum | Bild           |
| -------------------------- | -------------------------------------- | ------------------ | ------------- | ------------ | ----- | -------------- |
| Kirche St-Martin-de-Vertou | Erbaut im 12. Jahrhundert              | in Bourg (Lage)    | PA00109367    | Inscrit      | 1972  | weitere Bilder |
| Kirche Saint-Martin        | Erbaut im 12. Jahrhundert              | in Soulaire (Lage) | PA00109368    | Inscrit      | 1972  | weitere Bilder |
| Château de la Rousselière  | Schloss, erbaut im 18. Jahrhundert     | (Lage)             | PA00109365    | Inscrit      | 1974  |                |
| Château du Bois            | Schloss, erbaut im 17./18. Jahrhundert | (Lage)             | PA00109366    | Inscrit      | 1972  | weitere Bilder |

## Liste der Objekte
- Monuments historiques (Objekte) in Soulaire-et-Bourg in der Base Palissy des französischen Kultusministeriums